# 武定軍節度使
武定軍節度使，唐朝唐僖宗光启元年（885年）置武定軍，治洋州（今陕西洋县）。唐昭宗大顺二年（891年）武定軍節度增領阶州、扶州。景福元年（892年）武定軍節度增領閬州、果州二州。同年以閬州隸龍劍節度使。光化元年（898年）增領蓬州、壁州二州。天復中屬於王建。宋朝亦置武定军节度，改稱武康军。金朝沿置。据《金史》卷十三《卫绍王纪》：卫绍王在成为皇帝前曾担任过武定军节度使，之后金朝废除武定军节度使。

## 歷任
- 葛佐（中和年间，洋州节度使）
- 李茂贞（887年）
- 杨守忠（888年—892年）
- 李茂贞（892年—893年）
- 李继密（893年—898年）
- 李继颜（898年—899年）
- 李思敬（899年—902年）
- 冯行袭（904年）

前蜀
- 王宗绾（905年—919年）
- 桑弘志（919年—920年）
- 王承肇（925年）

后唐
- 李绍文（925年—926年）
- 戴思远（926年—927年）
- 杨汉宾（928年—929年）
- 张温（929年—930年）
- 陈皋（931年—932年）

后蜀
- 孙汉韶（933年—934年）
- 潘仁嗣（934年—？）
- 吕彦珂（955年）
- 高彦俦（955年—956年）
- 张惠安（956年—963年）
- 赵崇韬（963年—964年）
- 李进（964年—？）